# 셋 업 (2011년 영화)
셋 업(Set Up)은 미국에서 제작된 마이크 건서 감독의 2011년 액션, 범죄, 스릴러 영화이다. 브루스 윌리스 등이 주연으로 출연하였다.

## 출연

### 주연
- 브루스 윌리스
- 50 센트
- 라이언 필립
- 제나 드완

### 조연
- 제임스 레마
- 랜디 커투어
- 제이 칸스
- 윌윤리
- 수지 애브로메잇
- 샤운 토웁
- 엠바이어 칠더스
- 조던 트로빌리온
- 오마 J. 도시

## 제작진
- 미술: 브루턴 존스
- 배역: 바바라 피오렌티노